# Акты Московского государства 1563 года
Царствование: 1533—1584 — Иван IV Васильевич Грозный

## Акты Московского государства 1563 года
- 26 мая — царская грамота Бежецкого Верха в Городецкий уезд Ширяю Лопакову о назначении срока приказчикам и крестьянам князей Прозоровских явиться к суду за нанесение Симонову монастырю убытков переводом ярмарки из села Веси Егонской в Старый Холопий.
- 11 июля — отдельная выпись писцов Бутурина Фёдора Ивановича и Дятлова Андрея Васильевича — Узким: Злобе и Семёну Ивановичам на сельцо Пещево с деревнями в Дегожском погосте Шелонской пятины.
- 1 августа — указная грамота писцов Бутурина Фёдора Ивановича и Дятлова Андрея Васильевича в Пажеревицкий погост крестьянскому старосте Иванову Григорию, крестьянину Овцыну Ивану, об отказе Назимову Ивану Васильевичу передачи в поместье деревни Кузлово и Нивки в Пажеревицком погосте Шелонской пятины.
- 4 августа — таможенная Весьегонская грамота.
- 29 сентября — отдельная выпись писцов Бутурина Фёдора Ивановича и Дятлова Андрея Васильевича Бехтееву Фёдору Никитичу на жеребьи деревень Захонье и Сосенье в Высоцком Никольском погосте Шелонской пятины.